# Бейсбол на Африканских играх
Турниры по бейсболу Всеафриканских игр — соревнования мужских национальных бейсбольных сборных команд стран Африки, проводимые в рамках Всеафриканских игр под эгидой Африканской ассоциации бейсбола и софтбола (ABSA) и Высшего совета спорта в Африке (CSSA).
Африканские (до 2011 — Всеафриканские) игры проводятся с 1965 года. С 1987 — раз в 4 года. Соревнования по бейсболу включались в программу VII и VIII Игр (1999 и 2003 годы).
В обоих турнирах победителем выходила сборная ЮАР.

## Призёры Всеафриканских игр
| Год  | Место проведения   | Золото | Серебро | Бронза   |
| 1999 | Йоханнесбург (ЮАР) | ЮАР    | Нигерия | Зимбабве |
| 2003 | Абуджа (Нигерия)   | ЮАР    | Нигерия | Зимбабве |